# 绥东镇
绥东镇，是中华人民共和国黑龙江省鹤岗市绥滨县下辖的一个乡镇级行政单位。

## 行政区划
绥东镇下辖以下地区：
第一社区、第二社区、第三社区、第四社区、凤贤村、绥东村、长治村、大兴村、大林村、绥兴村、永兴村、陈大村、六里村、永安村、东胜村、新兴村、大成村、振东村和东方村。